# Gomphandra luzoniensis
Gomphandra luzoniensis là một loài thực vật có hoa trong họ Stemonuraceae. Loài này được (Merr.) Merr. mô tả khoa học đầu tiên năm 1923.